# 粗毛擬革蓋菌
粗毛擬革蓋菌，屬多孔菌科一種，是木棲腐生的中型菇類。